# 東帝汶足球
東帝汶足球是由東帝汶足球協會負責，協會管理東帝汶國家足球隊和國內聯賽系統，目前聯賽為東帝汶足球聯賽，共分兩個聯賽等級，是一支業餘足球聯賽，而盃賽則為11月12日盃。足球是東帝沃最受歡迎的運動。